# 瓦倫丁 (亞利桑那州)
瓦倫丁（英語：Valentine）是美國亞利桑那州莫哈維縣一個非建制地區，海拔高度為1159米（3802英尺）。當地位於縣治金曼東北方約26英里（42），並鄰近66號亞利桑那州州道（Arizona Route 66），而其美國郵遞區號則是86437。